# Пётр (Полянский)
Митрополи́т Пе́тр (в миру Пётр Фёдорович Поля́нский; 28 июня [10 июля] 1862, село Сторожевое, Коротоякский уезд, Воронежская губерния — 27 сентября [10 октября] 1937, Магнитогорск) — епископ Русской православной церкви, митрополит Крутицкий; патриарший местоблюститель с 1925 года до ложного сообщения о его кончине (конец 1936 года).
Прославлен в лике Новомучеников и Исповедников Российских Архиерейским Собором 1997 года.

## Биография
Родился 28 июня (10 июля) 1862 года в селе Сторожевое Коротоякского уезда Воронежской епархии в семье приходского священника.
В 1875 году поступил в Костромское духовное училище, которое окончил в 1879 году и поступил в Воронежскую духовную семинарию, которую окончил в 1885 году по первому разряду. Был определён на должность псаломщика при храме села Девицы в Коротоякском уезде.
В 1887 году Пётр стал вольнослушателем, а после сдачи экзаменов — студентом Московской духовной академии. В студенческие годы он, по воспоминаниям его сокурсника, будущего митрополита Евлогия (Георгиевского), отличался благодушием, покладистостью, доброжелательностью. Есть также и ещё ряд свидетельств о жизни будущего митрополита Петра. Все они поражают, прежде всего, тем, что перед нами вырисовывается личность с весьма жизнерадостным характером. Учился он неспешно, особо себя не утомляя. Митрополит Евлогий вспоминал, что однажды огромного роста Пётр Фёдорович спрятался от помощника инспектора в шкаф, но был найден, потому что шкаф не намного превосходил его по объёму.
В 1892 году окончил МДА со степенью кандидата богословия, полученной за работу «О пастырских посланиях».

### На церковно-учебной работе
С 1892 года — помощник инспектора Московской духовной академии, а также безвозмездно преподавал Закон Божий в частном женском училище Сергиева Посада и являлся секретарём Общества спасения на водах.

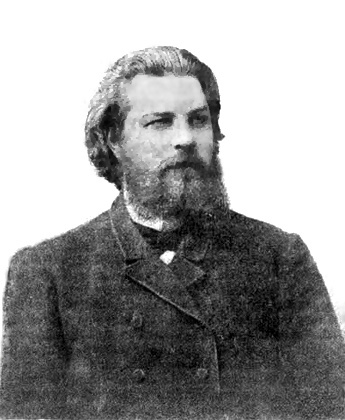
1890-е годы

Женат не был, однако не стал принимать монашества, которое вкупе с высшим богословским образованием сулило большую карьеру.
Со времён службы в академии был дружен с будущим патриархом Сергием (Страгородским).
В 1895 году был церковным старостой Богоявленинского храма в родном селе Сторожевом. За особое усердие в благоукрашении храма он был удостоен архипастырской признательности.
В 1896 году в течение недолгого времени преподавал греческий язык в Звенигородском духовном училище. В декабре 1896 года был назначен смотрителем Жировицкого духовного училища. Его появление в этой школе значительно отразилось на её духовной атмосфере и, вместе с тем, подняло училище на высокий уровень. Своим жизнерадостным характером Пётр Полянский сплотил преподавательский коллектив в одну семью. «Все одинаково были заинтересованы в прекрасной постановке учебного дела и воспитательного процесса в училище, а в свободное от занятий время все преподаватели весело, дружно и интересно отдыхали». О деятельности Полянского дал блестящий отзыв и ревизор Нечаев, отличавшийся большой строгостью.
В 1897 году удостоен звания магистра богословия за диссертацию: «Первое послание св. Апостола Павла к Тимофею. Опыт историко-экзегетического исследования».
За своё усердие в деле первой всеобщей переписи населения 1897 года был удостоен «совершенной Его Императорского Величества благодарности.
Исполнял обязанности члена-соревнователя попечительства о народной трезвости, почётного мирового судьи Слонимского округа. В этот период познакомился с архимандритом Яблочинского монастыря Тихоном (Беллавиным), будущим патриархом.
6 (18) мая 1899 года награждён орденом святого Станислава III степени, а 14 мая того же года за особые труды, усердие и ревность о деле благоустройства местных церковно-приходских школ и школ грамоты Святейшим синодом удостоен награждения Библией». При незаурядных качествах нового члена преподавательской корпорации его в декабре 1901 года назначили членом училищного совета, «сверх нормального числа членов, с правом совещательного голоса». За своё усердие и труды по церковно-школьному делу в 1902 году Пётр Полянский получил архипастырское благословение «с выдачей похвального листа и со внесением в формулярный о службе список». Училищный комитет при Святейшем синоде считал Жировицкое духовное училище примерным как по постановке учебной и воспитательной работы, так и в плане хозяйственной стороны.
В 1906 году переведён служить в Санкт-Петербург на должность младшего помощника правителя дел Учебного комитета при Святейшем синоде в Санкт-Петербурге; впоследствии стал членом Учебного комитета (сверхштатным, затем постоянно присутствующим), исполняя главным образом обязанности ревизора духовных учебных заведений. За время служения в Учебном комитете обследовал состояние духовных семинарий, епархиальных женских училищ в Курской, Новгородской, Вологодской, Костромской, Минской и в ряде других епархий, побывал в Сибири, на Урале, в Закавказье. После каждой такой поездки он составлял подробный отчёт, в котором предлагались уместные меры по улучшению состояния обследованной школы.
При этом жалование его при переводе в Петербург убавилось в два с половиной раза; он лишился казённой квартиры, какую имел при Жировицком духовном училище. Это его новое недостаточное жалование оставалось неизменным вплоть до 1915 года, когда председатель Учебного комитета, архиепископ Сергий (Страгородский) ходатайствовал перед директором хозяйственного управления при Святейшем синоде о повышении ему жалования «в размере разности между настоящим его содержанием и тем, каким он пользовался по должности смотрителя Жировицкого духовного училища, то есть в размере 1300 рублей разности в содержании и 390 рублей квартирных, всего же в размере 1690 рублей в год».
В 1916 года удостоен чина действительного статского советника, дававшего потомственное дворянство и соответствовавшего званиям генерал-майора в армии, контр-адмирала во флоте и придворному чину камергера. В том же году за выдающиеся успехи на поприще церковного административно-педагогического служения был награждён орденом Святого Владимира.
В 1918 году, после закрытия Учебного комитета, переехал в Москву, где принял участие в работе Поместного собора, состоя в его секретариате.
Оставшись без работы, устроился в 1918 году главным бухгалтером в кооперативной артели «Богатырь». Жил в Москве, в доме своего брата, протоиерея Василия Полянского, клирика церкви Николы-на-Столпах. С 1919 года был заведующим приютом для, как тогда писали, «дефективных детей».
По отзыву Анатолия Краснова-Левитина,

это был человек настоящей русской складки. Какое бы то ни было позёрство или аффектация были ему совершенно несвойственны. Это был жизнерадостный и весёлый человек: хорошая шутка и звонкий смех были с ним неразлучны. Это был сговорчивый и уступчивый человек — отнюдь не фанатик и не изувер. Он любил хорошо покушать и не прочь был немного выпить. Он оказался самым непоколебимым и стойким иерархом из всех, которых имела русская церковь со времён патриарха Ермогена.

### Принятие сана и архипастырская деятельность

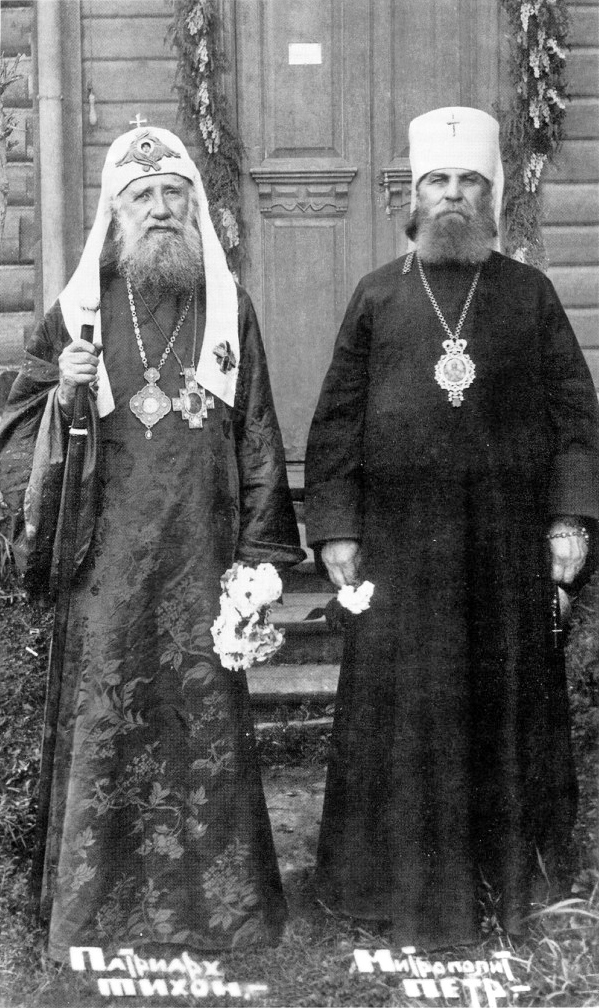

Патриарх Тихон предложил ему принять постриг, священство и епископство и стать его помощником в делах церковного управления в условиях репрессий большевиков против Церкви, когда епископство отнюдь не сулило почёт и безбедную жизнь. Предложение принял, сказав при этом своим родственникам: «Я не могу отказаться. Если я откажусь, то я буду предателем Церкви, но когда соглашусь, — я знаю, я подпишу сам себе смертный приговор». Решение о постриге Пётр Полянский принял в конце 1919 или даже начале 1920 года. Постриг Петра Полянского в монашество с именем Петр в честь святителя Петра, митрополита Московского, совершил митрополит Сергий (Страгородский).
После этого епископ Верейский Иларион (Троицкий) рукоположил его в сан иеродиакона. Произошло это не ранее 12/25 мая 1920 года, когда сам Иларион (Троицкий) был хиротонисан во епископа. Затем митрополит Сергий (Страгородский) рукоположил его в сан иеромонаха. Не позднее августа 1920 года иеромонах Петр (Полянский) стал архимандритом и настоятелем московского Златоустовского монастыря.
8 октября 1920 года в Сергиевском храме Троицкого подворья в Москве был хиротонисан во епископа Подольского, викария Московской епархии. Хиротонию возглавил патриарх Тихон.
22 февраля 1921 года был арестован и заключён в Таганскую тюрьму. 12 апреля того же года приговорён к двум месяцам лишения свободы с зачётом предварительного заключения. 12 августа был арестован второй раз. Обстоятельства ареста неизвестны. Сослан в город Великий Устюг Вологодской губернии. Там он вначале жил у знакомого священника, потом в сторожке при городском соборе. В ссылке он имел возможность совершать Божественную литургию в сослужении великоустюжского духовенства. Там он застал кампанию по изъятию церковных ценностей, арест Патриарха, захват церковной власти обновленцами.
В августе 1923 года епископ Петр вернулся в Москву. Возвращение епископа Петра в Москву совпало с арестом архиепископа Илариона (Троицкого), и епископ Петр вместо него стал ближайшим советником и помощником патриарха Тихона.
На совещании епископов, состоявшемся в конце сентября 1923 года в Даниловом монастыре в Москве, высказывался против компромисса с обновленцами.
1 (14) октября 1923 года патриархом Тихоном был назначен членом ВЦУ при Патриархе с возведением в сан архиепископа.
30 ноября 1923 года постановлением патриарха Тихона и Священного при нём Синода был назначен управляющим Богоявленским монастырём города Москвы.
24 января 1924 года распоряжением патриарха Тихона № 71 назначен архиепископом Крутицким, управляющим Московской епархией.
2 марта 1924 года вместе с ещё двумя членами патриаршего Синода, архиепископами Серафимом (Александровым) и Тихоном (Оболенским), был отмечен возведением в митрополичье достоинство.
25 декабря 1924 (7 января 1925) патриарх Тихон составил завещательное распоряжение («завещание»), в котором говорилось:

В случае нашей кончины наши Патриаршие права и обязанности, до законного выбора нового Патриарха, представляем временно Высокопреосв. Митрополиту Кириллу. В случае невозможности по каким-либо обстоятельствам вступить ему в отправление означенных прав и обязанностей, таковые переходят к Высокопреосв. Митрополиту Агафангелу. Если же и сему Митрополиту не представится возможность осуществить это, то наши Патриаршие права и обязанности переходят к Высокопреосвященнейшему Петру Митрополиту Крутицкому.

В последние месяцы жизни патриарха Тихона митрополит Петр, как того и хотел патриарх Тихон, стал его ближайшим помощником в делах управления Церковью. Он постоянно навещал Патриарха в его келье в Донском монастыре, а позже — в больнице Бакуниных на Остоженке, приносил ему на подпись бумаги, докладывал о событиях церковной жизни.

### Патриарший местоблюститель

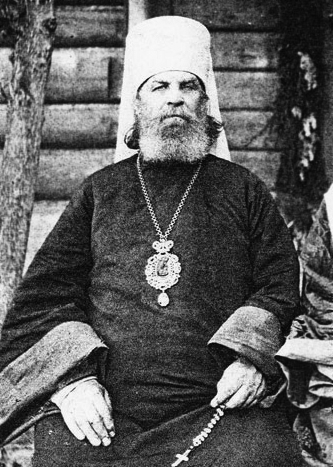

Патриарх Тихон скончался 25 марта (7 апреля) 1925 года. Поскольку митрополиты Кирилл и Агафангел тогда находились в ссылке, местоблюстительские обязанности по кончине патриарха Тихона немедленно взял на себя митрополит Пётр; 9 апреля он направил председателю ВЦИК Михаилу Калинину записку:

Вступая в управление Православной Русской Церковью долгом почитаю, как гражданин СССР, препроводить Вам прилагаемую при сём копию акта от 7 января 1925 г., собственноручно написанного почившим первоиерархом Русской Православной Церкви Патриархом Тихоном, коим на случай его кончины Патриаршие права и обязанности переданы мне как Местоблюстителю Патриаршего места. Патриарший Местоблюститель Пётр, митрополит Крутицкий.

В день погребения патриарха Тихона, 12 апреля (н. ст.) 1925 года, состоялось совещание собравшихся на его отпевание архипастырей; ознакомившись с текстом «Завещания», епископы постановили подчиниться воле почившего первосвятителя: обязанности патриаршего местоблюстителя возложены были на митрополита Крутицкого Петра, о чём было составлено заключение. В тот же день митрополит Пётр, как патриарший местоблюститель, обратился к Церкви с посланием, включавшим в себя как текст «Завещания» покойного патриарха, так и заключение о его подлинности, подписанное присутствовавшими на его оглашении архипастырями:

<…> учитывая 1) — то обстоятельство, что почивший ПАТРИАРХ при данных условиях не имел иного пути для сохранения в Российской Церкви преемства власти и 2) что ни Митроп. Кирилл, ни Митроп. Агафангел, не находящиеся теперь в Москве, не могут принять на себя возлагаемых на них вышеприведённым документом обязанностей, мы, Архипастыри, признаём, что Высокопреосв. Митрополит Пётр не может уклониться от данного ему послушания и во исполнение воли почившего ПАТРИАРХА должен вступить в обязанности Патриаршего Местоблюстителя.

Акт был подписан 58 епископами Российской церкви.
В качестве местоблюстителя помогал многим заключённым и сосланным. Получая после службы пожертвованные деньги, обычно сразу отдавал их для пересылки в тюрьмы, лагеря и места ссылки. Он дал благословение приходским причтам жертвовать в пользу заключённых священнослужителей. Часто совершал Божественную литургию в московских приходских и монастырских церквах, в том числе в Свято-Даниловом монастыре.
Решительно выступил против любых договорённостей с обновленцами, которые в 1925 году провели свой 2-й собор, на который пригласили представителей «староцерковников». Обратился к архипастырям, пастырям и всем чадам Церкви с посланием от 28 июля 1925 года, в котором дал весьма пространную и резкую характеристику обновленчеству и, самое главное, отрицал какую бы то ни было возможность компромисса:

Должно твёрдо помнить, что по каноническим правилам Вселенской Церкви все <…> самочинно устраиваемые собрания, как и бывшее в 1923 году живоцерковное собрание, незаконны. Поэтому на них присутствовать православным христианам, а тем более выбирать от себя представителей на предстоящие собрания канонические правила воспрещают.

В результате абсолютное большинство клириков и паствы митрополита Петра отказались от компромисса с обновленцами. Представители обновленчества обвиняли его в сношениях с церковной и политической эмиграцией (в том числе в признании, совместно с патриархом Тихоном, великого князя Кирилла Владимировича «прямым и законным наследником престола»), в контрреволюционных настроениях и антиправительственной деятельности.
Отказался пойти на условия карательных органов (ГПУ), в которых те обещали нормализовать юридическое положение Церкви. Условия включали в себя издание послания, призывающего духовенство и верующих к лояльности относительно советской власти, устранение неугодных власти архиереев, осуждение заграничных епископов и контакт в деятельности с правительством в лице представителя ГПУ. Агенты ГПУ предлагали ему пойти на уступки, обещая какие-то блага для Церкви, но митрополит отвечал им: «лжёте; ничего не дадите, а только обещаете».
В ноябре — декабре 1925 года были арестованы епископы, принадлежавшие к числу сторонников митрополита Петра. В начале декабря, зная о предстоящем аресте, писал:

Меня ожидают труды, суд людской, но не всегда милостивый. Не боюсь труда — его я любил и люблю, не страшусь и суда человеческого — неблагосклонность его испытали не в пример лучшие и достойнейшие личности. Опасаюсь одного: ошибок, опущений и невольных несправедливостей, — вот что пугает меня. Ответственность своего долга глубоко сознаю. Это потребно в каждом деле, но в нашем — пастырском — особенно.

9 декабря 1925 года по постановлению Комиссии по проведению Декрета об отделении Церкви от государства при ЦК ВКП(б) был арестован. Предвидя арест, митрополит 5 и 6 декабря составил два распоряжения — «на случай кончины» и на случай «невозможности, по каким-либо обстоятельствам отправлять мне обязанности Патриаршего Местоблюстителя».
После ареста митрополита Петра исполнение его обязанностей перешло к митрополиту Нижегородскому Сергию (Страгородскому), усвоившему себе титул «заместителя местоблюстителя». Позднее, не имея достоверной информации о происходивших событиях, делал противоречивые распоряжения о церковном управлении. При этом отказался поддержать инспирированную властями инициативу нескольких епископов о коллегиальном управлении церковью (так называемое «григорианство», григорьевский раскол — по имени его лидера, архиепископа Григория (Яцковского)), подтвердил запрещение в священнослужении, наложенное митрополитом Сергием на его активных деятелей.

### Жизнь в заключении

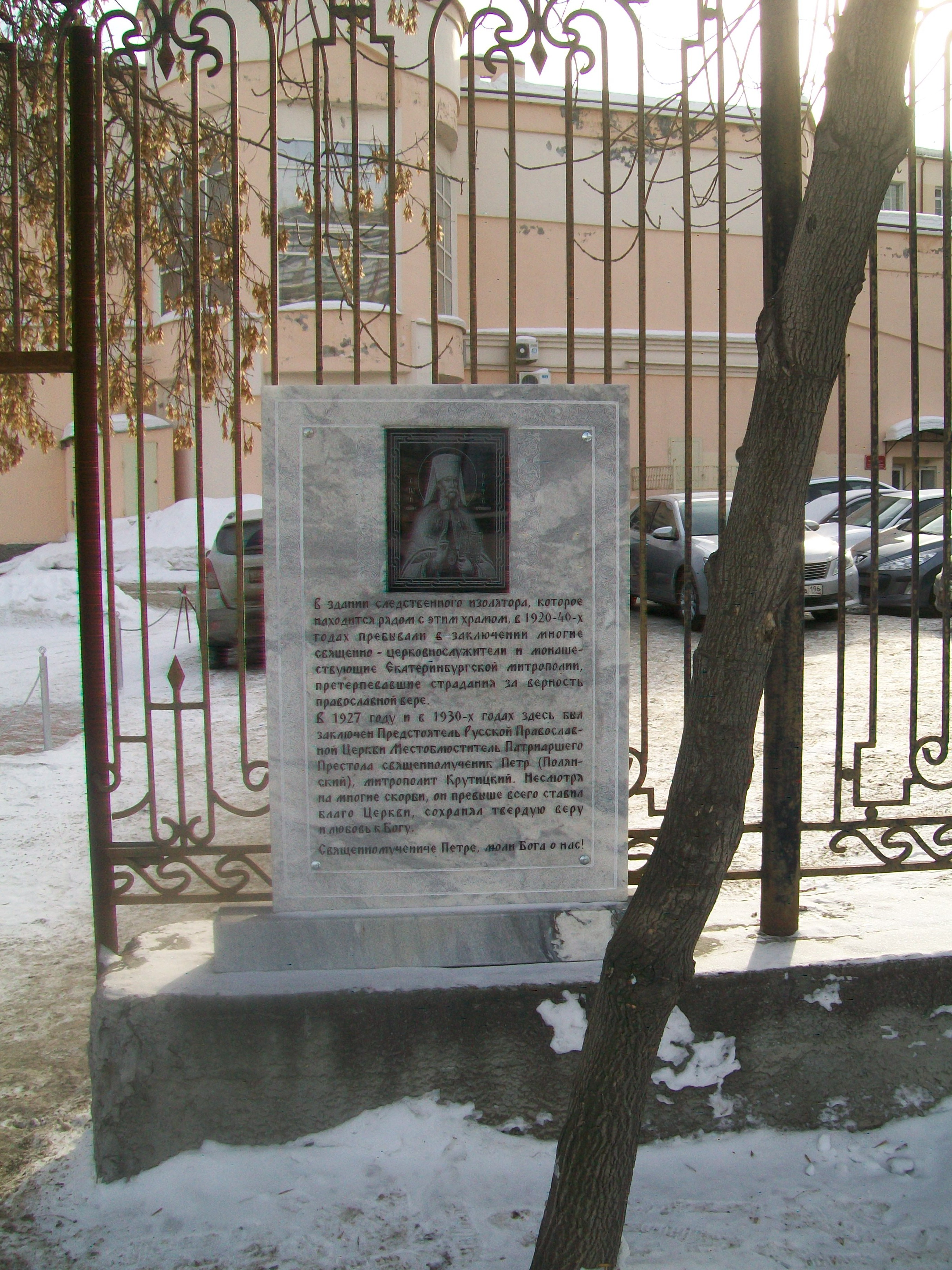
Мемориальная доска у входа в следственный изолятор Екатеринбурга, где содержался митрополит Пётр

Во время следствия содержался во внутренней тюрьме на Лубянке, а также в Суздальском политизоляторе. На допросе 18 декабря 1925 года заявил, что церковь не может одобрить революцию:

Социальная революция строится на крови и братоубийстве, чего Церковь признать не может. Лишь война ещё может быть благословлена Церковью, поскольку в ней защищается отечество от иноплеменников и православная вера.

5 ноября 1926 года был приговорён к трём годам ссылки. В декабре этапирован через пересыльные тюрьмы в Тобольск, в феврале 1927 года доставлен в село Абалак, где содержался в контролируемом обновленцами Абалакском монастыре. В начале апреля вновь арестован и доставлен в Тобольскую тюрьму. Летом 1927 года по постановлению ВЦИК выслан за Полярный круг, на берег Обской губы в посёлок Хэ, где был лишён медицинской помощи. 11 мая 1928 года постановлением Особого совещания ОГПУ срок ссылки был продлён на 2 года.
В памяти местных ребятишек митрополит Петр остался жизнерадостным старцем и, несмотря на тяготы и невзгоды ссыльной жизни в Хэ, находил время для общения с местными жителями, отдавая последнее детям, больным и страждущим.
Негативно относился к уступкам большевикам, на которые пошёл митрополит Сергий. В декабре 1929 года направил ему письмо, в котором, в частности, говорилось:

Мне сообщают о тяжёлых обстоятельствах, складывающихся для Церкви в связи с переходом границ доверенной Вам церковной власти. Очень скорблю, что Вы не потрудились посвятить меня в свои планы по управлению Церковью.

17 августа 1930 года вновь арестован. Содержался в тюрьмах Тобольска и Екатеринбурга. Отказался от снятия с себя звания патриаршего местоблюстителя, несмотря на угрозы продлить тюремное заключение.
В ноябре 1930 года против него было возбуждено уголовное дело по обвинению в том, что, находясь в ссылке, он «вёл среди окружающего населения пораженческую агитацию, говоря о близкой войне и падении сов. власти и необходимости борьбы с последней, а также пытался использовать Церковь для постановки борьбы с сов. властью». Виновным себя не признал. Находился в одиночном заключении без права передач и свиданий. В 1931 году отклонил предложение чекиста Евгения Тучкова дать подписку о сотрудничестве с органами в качестве осведомителя. После беседы с Тучковым был частично парализован, был болен также цингой и астмой. 23 июля 1931 года Особым совещанием ОГПУ приговорён к пяти годам заключения в лагере, однако был оставлен в тюрьме во внутреннем изоляторе. Верующие при этом пребывали в уверенности, что он продолжает жить в заполярной ссылке.
Тяжело страдал от болезней, просил отправить его в лагеря:

Я постоянно стою перед угрозой более страшной, чем смерть. Меня особенно убивает лишение свежего воздуха, мне ещё ни разу не приходилось быть на прогулке днём; не видя третий год солнца, я потерял ощущение его. … Болезни всё сильнее и сильнее углубляются и приближают к могиле. Откровенно говоря, смерти я не страшусь, только не хотелось бы умирать в тюрьме, где не могу принять последнего напутствия и где свидетелями смерти будут одни стены.

В июле 1933 года ему были запрещены прогулки в общем дворе (даже ночью) — они были заменены на прогулки в маленьком сыром дворике, где воздух был наполнен испарениями отхожих мест. Несмотря на это, продолжал отказываться от сложения своих полномочий.
Между февралём 1934 и июлем 1936 года митрополит Пётр был переведён из внутреннего изолятора ПП ОГПУ по Уралу в Свердловске в Верхнеуральский политизолятор. В июле 1936 года его заключение было в очередной раз продлено на 3 года.
В конце 1936 года в патриархию поступили ложные сведения о смерти патриаршего местоблюстителя, якобы последовавшей 29 сентября, вследствие чего 27 декабря 1936 года митрополит Сергий принял на себя титул патриаршего местоблюстителя. По митрополиту Петру была отслужена панихида.

### Смерть
В августе 1937 года Патриаршего местоблюстителя застиг «Большой террор», начальство Верхнеуральского политизолятора приступило к ускоренной фабрикации расстрельных дел. Помощник начальника тюрьмы подал рапорт временно исполняющему должность начальника тюрьмы, в котором сообщалось «о настроении заключ[ённого] № 114»:

Он… рассказал мне, что он до сего дня считает себя местоблюстителем патриаршего престола, что он за это-то и сидит, так как категорически отказался от предложения ОГПУ снять с себя этот сан в пользу «разных проходимцев, отлученных мною же от церкви» — так сформулировал он причины своего отказа. Дальше он, стараясь всемерно удержаться от злобных выпадов, которые у заключенного — видно было — так и рвались наружу, заявил, что «в таких условиях гонения на церковь и её деятельность вопреки государственной конституции» он снял бы с себя обязанности местоблюстителя престола, но, будучи связан данною на всероссийском соборе клятвою — этого сделать не может. При этом заключенный выразил мысль, что Соввласть несправедлива, содержа его «невинного в заточении, добиваясь смерти», так как из этого ничего не получится, ибо при его жизни уже назначено 3 заместителя в завещании, а каждый заместитель, в свою очередь, назначил 3-х заместителей и таким образом заместителей «хватит на 1000 лет», как он выразился. Это, мне кажется, было сказано исключительно в том смысле, что данная им зарядка церковникам обеспечивает активную борьбу с Соввластью и к[онтр]р[еволюционную] деятельность их на бесконечно долгий срок.
Временный исполняющий должность начальника тюрьмы, в свою очередь, приписал: «Аналогичные рассуждения и его отношение к существующему строю он мне также высказывал неоднократно на обходах».
2 октября 1937 года тройкой НКВД по Челябинской области приговорён к расстрелу. 27 сентября (10 октября) был расстрелян, по разным версиям, в тюрьме УНКВД Магнитогорска или на станции Куйбас Южно-Уральской железной дороги (в пригороде Магнитогорска). Место погребения остаётся неизвестным, вероятнее всего, в районе станции Куйбас, где в братских могилах были захоронены расстрелянные в УНКВД Магнитогорска.
Изображен на картине П. Д. Корина «Русь уходящая».

## Канонизация и почитание

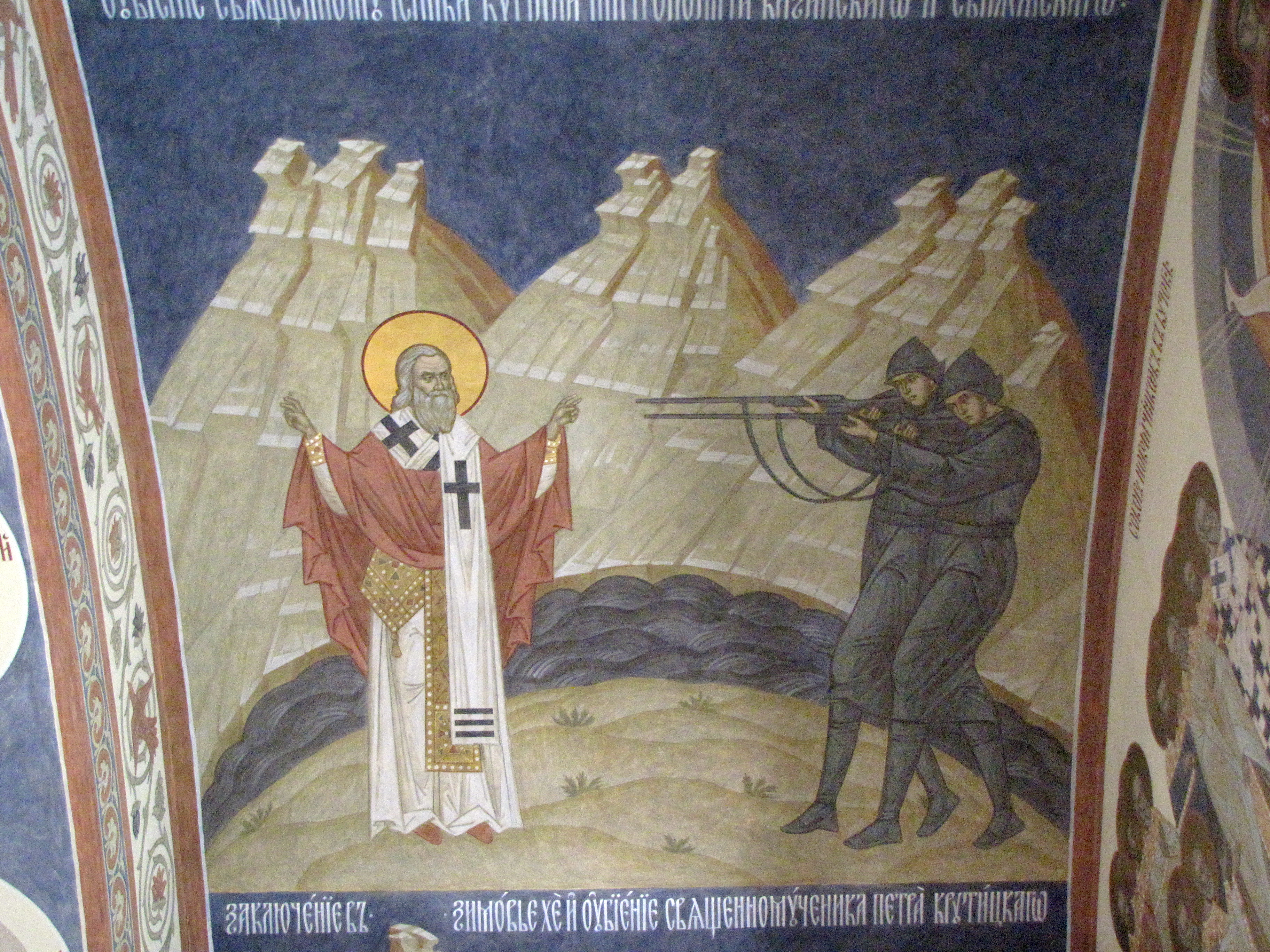
Убиение священномученика Петра Крутицкого, фреска, храм новомучеников и исповедников Российских в Бутове

На Архиерейском соборе, состоявшемся в феврале 1997 года, было вынесено определение о причислении Местоблюстителя патриаршего престола митрополита Крутицкого Петра (Полянского) к лику святых. Дни памяти (н. ст.): 27 сентября (10 октября) — день мученической кончины (1937 г.); Собор новомучеников и исповедников Российских — 25 января (7 февраля), если это воскресный день, а если нет — то в ближайшее воскресенье к 7 февраля.
Церковь во имя священномученика Петра, митрополита Крутицкого (Архиерейское подворье) на Московском тракте в Екатеринбурге освящена в 1999 году.
В 2003 году в городе Магнитогорске Челябинской области, на аллее Свято-Вознесенского собора в память митрополита Петра был воздвигнут крест. В 2013 году именем священномученика Петра, митрополита Крутицкого был назван епархиальный духовно-просветительский центр при соборе.
На родине митрополита Петра в селе Сторожевом-1 в 2012 году закончено строительство храма в честь священномученика Петра (Полянского)
Митрополит Пётр избран небесным покровителем созданной 26 июля 2012 года Магнитогорской епархии. Портрет митрополита Петра находится в галерее выпускников Костромской духовной семинарии, а его образ запечатлён на иконе «Собор святых покровителей Костромской духовной семинарии».
Именем митрополита Петра названа основанная в 1993 году в Москве одна из самых больших православных школ «Православная Свято-Петровская Школа» (бывшая «Традиционная гимназия»), в которой в честь священномученика Петра освящён домовый храм.